# Юрьевская (Великоустюгский район)

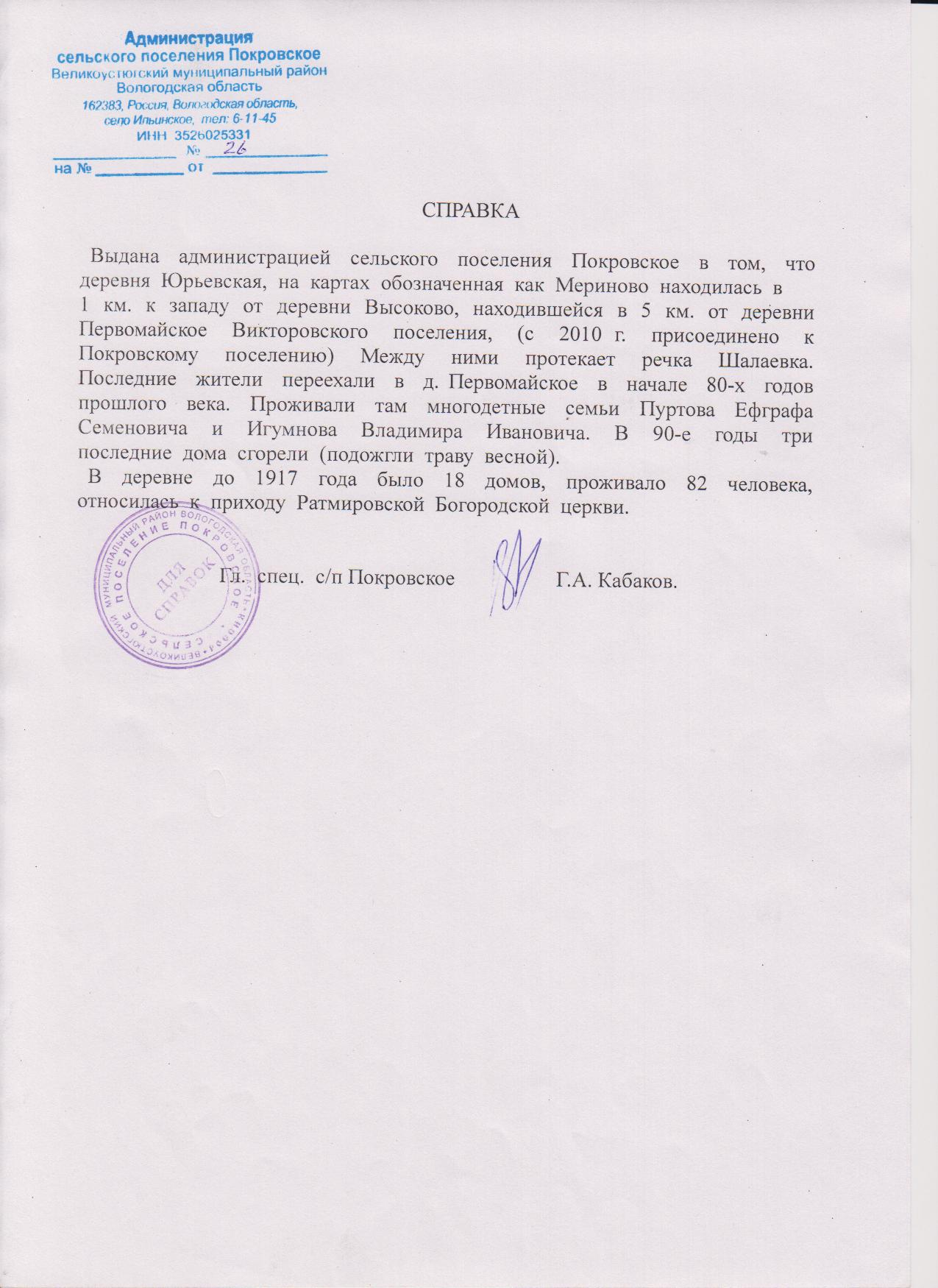
Ответ администрации Покровского с/п о деревне Юрьевская

Юрьевская (на картах Мериново) — упразднённая в 2020 году (по другим данным была упразднена ещё в 2001 году) деревня в Великоустюгском районе Вологодской области.
Входит в состав Покровского сельского поселения, с точки зрения административно-территориального деления — в Викторовский сельсовет.
Расстояние до районного центра Великого Устюга по автодороге — 61 км.

## История
По состоянию на 1881 год деревня относилась к Палемской волости Устюгского уезда Вологодской губернии.
С 1 января 2006 года по 13 апреля 2009 года входила в Викторовское сельское поселение.

## Население
По данным переписи в 2002 году постоянного населения не было.
| 1859 | <1917 | 2002 |
| ---- | ----- | ---- |
| 78   | 82    | 0    |